# Grenada (Misisipi)
Grenada es una ciudad situada en el estado de Misisipi, en los Estados Unidos. Es sede del condado de Grenada. En el año 2000 tiene una población de 14.879 habitantes en una superficie de 77.6 km², con una densidad poblacional de 191,8 personas por km². 

## Geografía
Grenada se encuentra ubicada en las coordenadas 33°46′30″N 89°48′32″O / 33.77500, -89.80889. Según la Oficina del Censo, la ciudad tiene un área total de 77,6 km² (30,0 mi²), de la cual 77,6 km² (30,0 mi²) es tierra y 0 km² (0 mi²) es agua.

## Demografía
Para el censo de 2000, había 14.879 personas, 5.701 hogares y 3.870 familias en la ciudad. La densidad de población era 191,8 hab/km².
En el 2000 la renta per cápita promedia del hogar era de $ 25.589 y el ingreso promedio para una familia era de $31.316. El ingreso per cápita para la localidad era de $13.734. En 2000 los hombres tenían un ingreso per cápita de $27.946 contra $21.913 para las mujeres. Alrededor del 23,6% de la población estaba bajo el umbral de pobreza nacional.